# مركز أبحاث وإنتاج الطحالب
تقوم جامعة فاغينينغين (جامعة ومركز بحثي) بتشييد مركز أبحاث وإنتاج الطحالب (AlgaePARC) في حرم جامعة فاغينينغين [بحاجة لمصدر]. يهدف مركز أبحاث وإنتاج الطحالب إلى سد الفجوة بين الأبحاث الرئيسية حول الطحالب ومنشآت إنتاج الطحالب على نطاق شامل. سوف يتم تنفيذ هذا الهدف من خلال إعداد منشآت تجريبية مرنة متبعة لمقاييس إجراء أبحاث تطبيقية والحصول على خبرة عملية مباشرة. تعد هذه مبادرة مشتركة بين هندسة المعالجة الحيوية و الأبحاث المعتمدة على التنوع الحيوي وأبحاث الغذاء في جامعة فاغينينغين.
منشأة مركز أبحاث وإنتاج الطحالب
سوف يبدأ مركز أبحاث وإنتاج الطحالب بأربعة مفاعلات حيوية ضوئية مختلفة تشكل سطحًا أرضيًا مقداره 24 م 2: بركة مفتوحة، نوعين من المفاعلات الأنبوبية ومفاعل حيوي غشائي بلاستيكي، وعدد من الأنظمة الأصغر؛ لاختبار تقنيات جديدة. تعد هذه المنشأة فريدة من نوعها، نظرًا لأنها المنشأة الأولى، التي يمكن فيها مقارنة إنتاجية أربعة أنظمة إنتاج مختلفة أثناء العام في ظروف متطابقة. يتم في الوقت نفسه اكتساب معرفة؛ لتطوير مفاعلات حيوية ضوئية وتصميم أنظمة على مقياس إنتاج.
بالنسبة لتشييد المنشأة، تم توفير مبلغ 2.25 مليون يورو عن طريق وزارة الصحة، وهيئة الطبيعة وجودة الغذاء (1.5 مليون يورو) و مقاطعة خيلدرلند (0.75 مليون يورو).
الطحالب الدقيقة
يُنظر إلى الطحالب الدقيقة حاليًا على أنها مصدر يُرجى الحصول منه على الديزل الحيوي وقوالب البناء الكيميائية، والتي يمكن استخدامها في الطلاء واللدائن. توفر الكتلة الحيوية المستخرجة من الطحالب بديلًا مستداما لمنتجات وأنواع وقود من الصناعة البتروكيماوية. يساهم هذا في اقتصاد معتمد على التنوع الحيوي، حيث تساعد الطحالب في تقليل انبعاثات ثاني أكسيد الكربون (CO2)، وتجعل الاقتصاد أقل اعتمادًا على أنواع الوقود الحفري.
أبحاث مركز أبحاث وإنتاج الطحالب
تظل تكاليف الكتلة الحيوية المستخرجة من الطحالب؛ للحصول على أنواع الوقود الحيوي أغلى بمقدار عشرة أضعاف، مما يجعلها غير قادرة على التنافس مع أنواع الوقود الأخرى المستخدمة حاليًا. يوجد سؤال مطروح داخل مجتمع الأعمال وهو كيفية إنتاج هذه الأنواع من الوقود الحيوي بصورة أرخص، بما يجعلها قابلة للنمو من الناحية الاقتصادية. تتكاتف كل من الشركات العاملة في مجال الطاقة والغذاء والنفط والقطاعات الكيميائية ووزارة الزراعة والطبيعة وجودة الغذاء وحكومة مقاطعة خيلدرلند ووكالة تنمية شرق هولندا (Oost NV) وجامعة فاغينينغين في مركز أبحاث الطحالب الفريد الموجود في مركز AlgaePARC للإجابة على ذلك السؤال.

## وصلات خارجية
- AlgaePARC
- Algae at the WUR